# محفل ایکس
محفل ایکس فیلمی به کارگردانی و نویسندگی حبیب کاووش محصول سال ۱۳۸۳ است.

## بازیگران
- آرمین یزدانی
- شراره زعیم
- اکرم حیدری
- سحر احتمایی
- عسل ارباب زاده
- جلیل فرجاد